# 2015年青森県知事選挙
2015年青森県知事選挙（にせんじゅうごねんあおもりけんちじせんきょ）は、青森県の首長である県知事を選出するために行われた選挙である。2015年6月7日に投票が行われた。

## 概要
現職知事である三村申吾の任期満了に伴って実施された選挙。4期目となるため自由民主党（以下「自民党」）本部は推薦しなかったものの、自民党県連や公明党が推し4選を目指す三村に対し、日本共産党（以下「共産党」）や社会民主党（以下「社民党」）が推す大竹進（おおたけすすむ、1951年3月8日-、北海道中川郡本別町出身）による政党対決の色合いが強い選挙戦となっている。なお2候補による一騎討ちは1979年以来、36年ぶり。選挙戦では、全国最下位となっている平均寿命の延伸、産業・雇用、農林水産業の将来像の他、3期12年に渡る三村県政への評価も問われた。

## 選挙日程など
- 告示日：2015年5月21日
- 投票日：2015年6月7日
- 期日前投票：2015年5月22日～6月6日
- 同時実施される選挙
  - 三沢市長選挙[5]
  - 五戸町長選挙[6]

## 候補者
立候補を届け出たのは二人のみであったため、三村と大竹の対決となった。また両名の姓にちなんで「さまぁ〜ず対決」とも一部では言われた。自民党県連と公明党は現職知事の三村を推薦、共産党と社民党は反核燃団体代表の大竹進を推している。民主党は独自候補の擁立を断念し、自主投票とすることを決定。「生活の党と山本太郎となかまたち」（以下、「生活の党」）も自主投票の方針を決定しているが、共同代表で参議院議員の山本太郎は個人として大竹支援を表明している。
| 候補者名 | 年齢 | 党派   | 新旧 | 推薦・支持党派     | 略歴 |
| -------- | ---- | ------ | ---- | ------------------ | --- |
| 大竹進   | 64   | 無所属 | 新人 | 共産党・社民党     | - 医師 - 弘前大学医学部卒 - なくそう原発・核燃あおもりネットワーク共同代表 - 県社会保障推進協議会長 - （元）県保険医協会長 - （元）青森市介護認定審査会委員        |
| 三村申吾 | 59   | 無所属 | 現職 | 自民党県連・公明党 | - 知事（3期） - 東京大学文学部卒 - （元）衆議院議員1期、 - （元）衆院総務委員、同農林水産委員 - （元）百石町町長 - （元）三村興業社代表取締役 - （元）新潮社出版部 |

出典：“◆2015年 青森県知事選、立候補者◆”.   東奥日報. 2015年5月31日閲覧。
- 2014年11月26日：大竹進、立候補を表明[10]。
- 2014年11月28日：三村伸吾、県議会において4選出馬を表明[11]。
- 2014年11月29日：自民党県連、三村推薦を決定[12]。
- 2015年2月12日：社民党、大竹進推薦を決定[13]。
- 2015年3月5日：公明党、三村推薦を決定[14]
- 2015年3月11日：共産党県委員会と大竹の間で政策協定を締結。大竹推薦を決定[15]。
- 2015年4月28日：民主党、独自候補擁立断念と自主投票の方針を決定[16]。
- 2015年5月8日：生活の党、自主投票の方針を決定[17]。

## 選挙結果
開票の結果、現職である三村申吾が35万票余を得て、12万票余に留まった大竹進に大差をつけて4選を果たした。当選した三村は今回、県連推薦となった自民党が過去3回の知事選と同様の支援体制を採った他、公明党や後援会を加えた組織選挙を展開。知事としての高い知名度で選挙戦を終始リードし、県内市町村長の殆ども三村支持を表明した。得票では前回得た34万9274票より6640票増やし、自己最多となった07年選挙における35万1831票も4083票上回った。敗れた大竹はボランティアを中心に、共産党や社民党が支援。知名度不足は否めなかったが、地元の津軽地方を中心に得票を集め、反三村票の一定の受け皿となり、前回知事選で三村の対立候補2名が得た計11万9346票を8179票上回った。投票率は43.85％で前回選挙よりも2.33％ポイント上昇したものの、過去3番目に低い投票率となった。
各候補の得票率
※当日有権者数：1,111,484人 最終投票率：43.85%（前回比：+2.33pts）
| 候補者名 | 年齢 | 所属党派 | 新旧別 | 得票数    | 得票率 | 推薦・支持         |
| -------- | ---- | -------- | ------ | --------- | ------ | ------------------ |
| 三村申吾 | 59   | 無所属   | 現職   | 355,914票 | 73.62% | 自民党県連・公明党 |
| 大竹進   | 64   | 無所属   | 新人   | 127,525票 | 26.38% | 共産党・社民党     |

出典：“青森県知事選挙　投票状況確定集計表”.   青森県選挙管理委員会 (2015年6月7日). 2013年10月21日閲覧。“青森県知事選挙　確定得票総括表”.   青森県選挙管理委員会 (2015年6月7日). 2013年10月21日閲覧。